# Storm Hawks
Storm Hawks er en animeret tv-serie skabt af Asaph A. Fipke og blev produceret af Nerd Corps Entertainment. Serien havde premiere på YTV i Canada den 8. september 2007 og på Cartoon Network i USA den 25. maj 2007.

## Handling
| Citat                               | Atmos. World of a thousand mountaintop kingdoms, each protected by a Sky Knight against the forces of darkness: beasts, rogues, and worst of all, Cyclonians. The greatest of all Sky Knights led the Storm Hawks. His mission: unite the kingdoms and rid Atmos of evil forever. But he was betrayed, the Storm Hawks defeated, and all hope lost... Until now. I'm Aerrow, the last descendent of the original Storm Hawks, and I've been given their mission. This is my squadron: Finn, the marksman. Junko, the strongman. Piper, the specialist. Stork, the helmsman. And of course, my copilot Radarr. We’re the Storm Hawks, and for us the sky is never the limit. | Citat |
| Aerrow's introfortælling på engelsk | |       |

Storm Hawks er foregår i en fiktiv verden der hedder Atmos, en stort set bjergrig verden bestående af spredte, tårnhøje, plateaulignende landmasser kendt som terra'er. Lige under terra'erne ligger Ødemarken, det farligste område i Atmos, med med lavasøer og onde væsner. På grund af geografien er transport for det meste afhængig af luftfart. Atmos-teknologien er baseret på energigenererende krystaller, der bruges til at drive de forskellige apparater i serien. Eskadriller patruljerer i Atmos himmelstrøg, grupper af krigere, der fører motorcykellignende køretøjer kaldet Skimmers, der kan halvt forvandle sig til flyvende maskiner. Hver eskadron ledes af en Sky Knight, og disse krigere styres af Sky Knight Council.
I seriens baghistorie truede en ond regent som hed Master Cyclonis og hendes tjenere, Cyclonians, Atmos. De originale Storm Hawks samlede de andre eskadriller mod denne fjende, men blev forrådt og besejret af en af deres egne (senere kendt som The Dark Ace). Ti år senere falder seriens hovedpersoner over vraget af Storm Hawks' transportør, Condor, og påtager sig uofficielt Storm Hawks-navnet i håbet om selv at blive Sky Knights, på trods af at de ikke er gamle nok til overhovedet at flyve lovligt. køretøjet.  Deres ungdom besejrer dog deres ambitioner, da hverken ven eller fjende tager dem alvorligt på grund af det.

### Afsnit
| Sæson | Sæson | Afsnit | Oprindelig sendt   | Oprindelig sendt |
| Sæson | Sæson | Afsnit | Start              | Slut             |
| ----- | ----- | ------ | ------------------ | ---------------- |
|       | 1     | 26     | 25. maj, 2007      | December, 2007   |
|       | 2     | 26     | 6. september, 2008 | 3. april, 2009   |

## Karakterer

### Hovedpersoner
Storm Hawks eskadrillen består af seks medlemmer:
- Aerrow (stemme af Sam Vincent) - Eskadrillens dristige leder og Sky Knight, Aerrow er en moden, godmodig teenager med en pjusket moppe af knaldrødt hår og smaragdgrønne øjne. På trods af sin ungdom er han en af de mest talentfulde Sky Knights i Atmos, til det punkt, at han kan slå Dark Ace i hånd-til-hånd kamp. Ser man på hele eskadrillen sammen, synes Aerrow og Stork at være de højeste, cirka i 6 fods rækkevidde. I slutningen af showet ofrer han sit eget liv for at beskytte sin elskede Atmos, men han overlever.
- Finn (stemme af Matt Hill) - Finn er en klog, klog fyr, en skarpretter med strittende blondt hår og blå øjne. Finn ser ud til at være i et evigt sukkerrush, selvom han forsøger at opføre sig køligt og samlet. Hans personlighedstræk er som en stereotyp surfer og/eller skater. Hans passioner er at spille luftguitar og flirte med piger, selvom han ikke har succes med nogen af dem. Han og Junko kommer altid i problemer sammen og fungerer således som seriens komiske reliefpar. En løbende gag af showet er Finn, der får sin Skimmer skåret i to under kamp og lander derefter smerteligt på et andet køretøj.
- Junko (stemme af Colin Murdock) - En stor, omend blid og godmodig person, Junko er medlem af en art kendt som Wallops. Han har grønblåt hår, grå øjne og hans udseende ligner et brunt antropomorfiseret næsehorn. Som Storm Hawks' muskel besidder han overmenneskelig styrke, der øges kraftigt ved brugen af hans foretrukne våben, Knuckle Busters. Junko er en "blid kæmpe" type, der trods sin magt er ikke-voldelig og lidt fjollet, primært fokuseret på mad.
- Piper (stemme af Chiara Zanni ) - Piper, der er ansvarlig for taktik, navigation og krystaller, har en fremragende kampevne og ved næsten alt om Atmos og dens indbyggere (for ikke at nævne, at hun har en finurlig, men åbenhjertig holdning). Hun har strittende midnatsblåt hår, orange øjne og er den eneste karakter, der hidtil tager imod Master Cyclonis alene og kommer triumferende frem gennem sine egne færdigheder.
- Stork (stemme af Scott McNeil ) - Carrier-pilotkarakteren og en gadget-specialist med lammende paranoia og alvorlig pessimisme. Stork er medlem af en art af grønhudede væsner kaldet "Merbs". Selvom han umiddelbart virker truende, er han let bange og sagtmodig, men på trods af det udfører han konsekvent sine forventede pligter. Han elsker dybt Hawks' kampkrydser, Condoren, og er hengiven til hendes sikkerhed næsten lige så meget som til sin egen. Han har udtalt, at han kun er medlem af Storm Hawks, indtil "der kommer noget bedre", men i virkeligheden er han meget loyal og elsker og bekymrer sig meget om sine holdkammerater. Han har kulsort hår og gule øjne med prikker til pupiller. Ser man på hele eskadrillen sammen, ser Aerrow og Stork ud til at være de højeste. Radarr kommer op til omkring Aerrows hofte; de fleste mennesker tror, at Radarr er omkring 3 fod og nogle mærkelige tommer, hvilket gør det muligt for Aerrow og Stork at være i 6 fods rækkevidde.
- Radarr ((stemme af Asaph Fipke) — Aerrows nære ven og andenpilot, Radarr er et kanin/lemurlignende væsen af ubestemt oprindelse (selv om den har en mærkbar lighed med seriens fiktive arter Blizzarians) og hader at blive kaldt et "kæledyr". Radarr har skrabet blå pels og gule øjne.

### Tilbagevendende
- Master Cyclonis (stemme af Lenore Zann ) - Showets hovedantagonist. Cyclonias unge regent, der agter at erobre Atmos.
- Dark Ace (stemme af Sam Vincent) - Cyclonis' højre hånd. Aerrows ærkerival, der forrådte de forhenværende Storm Hawks-medlemmer og dræbte deres Sky Knight, Lightning Strike og nu bevæbnet med hans sværd.
- Snipe (udtalt af Colin Murdock) - En militærleder fra Cyclonia og stærk mand, der kæmper brutalt med en mace.
- Ravess (stemme af Cathy Weseluck) - En militærleder fra Cyclonia kendt for sine bueskydningsevner og violintemamusik. Hun er Snipes søster.
- Repton (stemme af Scott McNeil) - Den hensynsløse leder af Raptors, en slyngelsk eskadron af menneskeagtige reptiler, der bor på Terra Bogaton. Han har dræbt Sky Knight eskadrillen Terra Mesa kendt som Interceptors.
- Starling (stemme af Nicole Oliver ) - En Sky Knight fra Interceptors, hvis eskadron blev nedkæmpet af Repton. Hun taler med engelsk accent.
- IJ Domiwick (stemme af Mark Oliver) - En berømt opdagelsesrejsende, der søger efter den Forbidden City. Han var Pipers idol.
- Kaptajn Scabulous (udtalt af Mark Oliver) - En ubarmhjertig og ond himmelpirat, der er lederen af Murk Raiders. Han bor i Terra Deep, et tåget område fyldt med forliste luftskibe.
- Carver (stemme af Brian Drummond ) - En forræderisk himmelridder af de røde ørne, der forsøgte at gøre krav på Aurora-stenen for at formilde cyklonerne, og troede, at Atmos ikke har en chance mod dem.
- Tritonn (stemme af Scott McNeil) - A Sky Knight of the Neck Deeps, der bor på Terra Aquanos.
- Mr. Moss (stemme af Mark Oliver) - Den cykloniske vagtchef for Terra Zartacla.
- Colonel (udtalt af Mark Oliver) - En edderkoppelignende gangster, der taler med en spansk accent.
- Wren (stemme af Lee Tockar ) - En beboer i Terra Gale, der taler en med fransk accent.